# 후지노 카오루
후지노 카오루(일본어: 藤野 かほる, 1972년 5월 21일 ~ )는 일본의 여성 성우. 도쿄도 출신.

## 출연 작품
- 기동전사 Z 건담(게임판) - 라이라 미라 라이라
- 동급생 2 - 사이온지 시즈노
- 슬레이어즈 NEXT - 네네,여자아이
- 마신영웅전 와타루 - 시고
- 마알왕국의 인형공주 - 콜넷트 에스포왈
  - 리틀 프린세스 마알왕국의 인형공주2 - 냥냥 바케네코프
- 사이보그 쿠로짱 - 피
- 소녀혁명 우테나(게임판) - 주인공
- 스트리트 파이터 시리즈 - 엘레나
- 아랑전설 -THE MOTION PICTURE-
- 애천사전설 웨딩피치 - 여자
- 은하아가씨전설 유나 - 투혼의 마미